# 瓦茨拉夫·马谢克
瓦茨拉夫·马谢克（捷克語：Václav Mašek，1941年3月21日—），捷克男子足球运动员，司职前锋。他曾代表捷克斯洛伐克国家队参加1962年国际足联世界杯，结果队伍获得亚军。